# Self énergie
 (mai 2019).
Si vous disposez d'ouvrages ou d'articles de référence ou si vous connaissez des sites web de qualité traitant du thème abordé ici, merci de compléter l'article en donnant les références utiles à sa vérifiabilité et en les liant à la section « Notes et références ».
Pour les articles homonymes, voir Self.
L'auto-énergie ou self-énergie (en anglais) d'une particule élémentaire représente la contribution à son énergie, ou sa masse effective, due aux interactions entre la particule et le système dont elle fait partie. Par exemple, en électrostatique, la self énergie d'une distribution de charge donnée est l'énergie requise pour construire la distribution à partir des charges qui la constitue placé à l'infini, où la force électrique est nulle. En matière condensée, lorsque les électrons se déplacent dans un matériau, la self énergie représente le potentiel ressenti par l'électron dû à son interaction avec son environnement. En termes simples, la self énergie est l'énergie qu'une particule a, résultant des changements qu'elle a elle-même causés dans son environnement.